# Alejandrinas
Las alejandrinas eran mujeres eslovenas procedentes de Goriška (oeste de Eslovenia) que trabajaron en Egipto como criadas y nodrizas a finales del siglo XIX y principios del XX.

## Etimología
El nombre "Alejandrinas" (en esloveno: "Aleksandrinke") hace referencia a la ciudad egipcia de Alejandría, de donde se tomó la denominación, por lo que así fue como empezaron a llamarles los habitantes de Goriška. La migración masiva de mujeres trabajadoras empezó en la segunda mitad del siglo XIX, en el marco de la apertura del canal de Suez (17 de noviembre de 1869) y la presencia creciente de empresarios europeos en Egipto, que vivían especialmente en Alejandría y El Cairo. Las mujeres, la mayoría procedentes del campo, encontraron trabajo como camareras, cocineras, nodrizas, niñeras, costureras, institutrices de familias ricas europeas.
Las mujeres, normalmente solteras, ejercían este trabajo toda su vida. A su ciudad natal solían volver solo para hacer una visita familiar. Algunas regresaron a Eslovenia cuando se jubilaron. La situación más difícil era la de las nodrizas. A causa del trabajo que ejercían tenían que dejar a menudo a su bebé recién nacido en Goriška y con su leche alimentar a otro en Egipto.

## Causas de la emigración a Egipto
Con el trabajo en Egipto se ganaba bastante dinero. La causa de estas migraciones eran económicas. En la segunda mitad del siglo XIX las circunstancias del campesino esloveno eran muy malas. La industrialización, el modo antiguo de cultivar la tierra, los altos impuestos dificultaban la vida de los labradores. Acabada la Primera Guerra Mundial, las consecuencias de la guerra y la llegada del fascismo aumentaron la pobreza en la región de Primorska aún más. Los hombres no podían encontrar trabajo, mientras que a las mujeres en Egipto les resultaba muy fácil encontrarlo.
El sueldo que las mujeres enviaban a sus familias a Eslovenia por correo o a veces también por sus parientes o amigos que en aquel tiempo viajaban a casa, era muy importante para la supervivencia de la familia. El dinero se utilizaba para salvar la granja, cargada de deudas, para  la construcción o renovación de la casa y más tarde para la formación de los niñós. Las  mujeres normalmente regresaban a casa cuando ganaban suficiente dinero. Algunas de estas "alejandrinas" de ese modo también se ganaban la dote, encontraban a un novio en Egipto y allí se casaban.

## El fenómeno de las alejandrinas
Las últimas alejandrinas que trabajaron en Egipto regresaron a Goriška a finales de la década de 1960 y a principios de la de 1970. En general el fenómeno de las alejandrinas empezó a disminuir después de la Segunda Guerra Mundial. Es muy probable que la primera de ellas trabajara para una familia en Goricia o Trieste y que esta familia la invitara a trasladarse junto con ellos a Egipto. Así se abrió la puerta a la migración masiva de mujeres y niñas de los pueblos de Goriška.
Las eslovenas tenían fama de ser trabajadoras muy buenas, y por eso en Egipto eran muy populares. Las llamaban »Les Goriciens, les Slaves, les Slovenes«. Las que ya estaban trabajando proporcionaban trabajo a sus hermanas, primas, amigas, vecinas, entre otras.  El sueldo era muy bueno, por lo menos cuatro veces más de lo que podían ganar en Trieste o Goriška. Algunas se quedaron en el extranjero toda su vida. En los años 1950, el poder en Egipto cambió y las familias donde trabajaban empezaron a emigrar fuera de Egipto. Muchas veces llevaron consigo también a sus sirvientes eslovenas.

## La sociedad eslovena en Egipto
A finales del siglo XX fue fundada la sociedad eslava "Concordia" (en esloveno: "Concordiaa) que más tarde cambió el nombre a La palma eslovena en el Nilo (en esloveno: "Slovenska palma ob Nilu"). En relación con la sociedad establecieron también un refugio, el llamado "Refugio de Franjo Josip" (en esloveno: "Azil Franja Josipa"), que se ocupaba de las mujeres desempleadas. A partir del año 1908 las monjas de San Francisco Cristo el Rey se encargaron de atender a las mujeres. La sociedad se preocupó también por una guardería, una escuela y una biblioteca, todo en lengua eslovena.
Las  mujeres que trabajaban como niñeras  se encontraban frecuentemente en el parque, porque llevaban allí los niños a jugar. Además se encontraban los domingos por la tarde, cuando tenían tiempo libre.  Animaban las reuniones con canciones eslovenas, con lecturas, con la liturgia en esloveno y con actividades teatrales. Se intercambiaban noticias sobre sus familiares, se estimulaban, consolaban y ayudaban entre sí. Entre caras conocidas, oyendo esloveno, se sentían más cerca a su casa.